# Johann Theodor Heinson

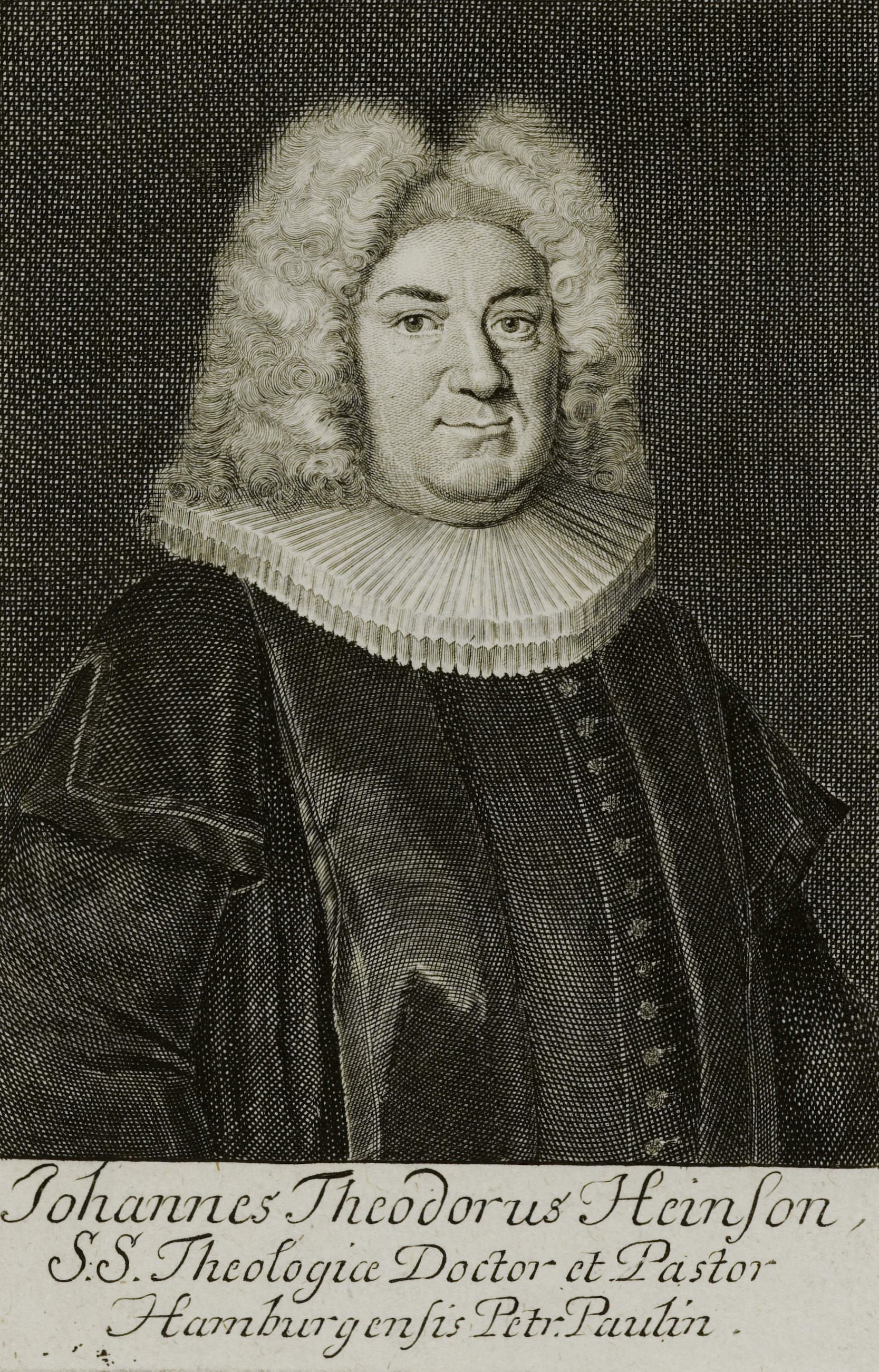
Johann Theodor Heinson

Johann Theodor Heinson, auch Heinsson (* 5. Juli 1663 in Hannover; † 22. September 1726 in Hamburg) war ein deutscher evangelisch-lutherischer Geistlicher und Hauptpastor in Hamburg.

## Leben
Johann Theodor Heinson war ein Sohn des Hannoverschen Hofbaumeisters Dietrich Heinson und dessen Frau Elisabeth Margaretha, geb. Mensing.) Er besuchte die Stadtschule in Hannover und studierte ab 1685 Evangelische Theologie an der Universität Helmstedt, wo er nach einer Disputation unter dem Vorsitz von Johann Barthold Niemeier zum Magister graduierte. Seit seiner Schulzeit pflegte er neben seinen theologischen Studien ein besonderes Interesse an Mathematik und Astronomie.
1690 wurde er zum Lehrer und Hofmeister der beiden jüngeren Prinzen in Hannover, Christian Heinrich (1671–1703) und Ernst August (1674–1728). Mit ihnen unternahm er eine Grand Tour, die sie nach Holland, Brabant und nach England führte. Die prinzlichen Schützlinge und Empfehlungsschreiben von Gottfried Wilhelm Leibniz ermöglichten vielfältige akademische und diplomatische Kontakte. In Den Haag traf er Christiaan Huygens, in Leiden Friedrich Spanheim; in Cambridge lernte er Isaac Newton kennen, in London nahm er Unterricht in den orientalischen Sprachen bei Johann Esdras Edzardi (1662–1713). Am 31. Dezember 1693 wurde er in die Royal Society aufgenommen.
1694 kehrte er nach Hannover zurück. Im folgenden Jahr wurde er Pastor in Melle im Hochstift Osnabrück, dessen Landesherr Ernst August als Fürstbischof von Osnabrück war. 1698 berief ihn Graf Christian Eberhard zum Superintendenten und Hofprediger nach Aurich. Als 1711 das Urteil gegen den schon 1708 wegen Aufwiegelung verhafteten und abgesetzten Hauptpastor Christian Krumbholtz endgültig rechtskräftig wurde, fiel die Wahl auf Johann Theodor Heinson als dessen Nachfolger an der Hauptkirche Sankt Petri. Am 26. Dezember 1712 erhielt er von der Universität Helmstedt die theologische Doktorwürde.
Heinson war Vertreter einer etwas milderen Lutherischen Orthodoxie und brachte mehr Ruhe in das kirchliche und städtische Leben. Dazu kam auch, dass sich 1712 im sogenannten Hauptrezess Rat und Bürgerschaft auf eine grundlegende Verfassungsreform einigten. Am 31. Oktober 1717 hielt er die Festpredigt zum 200-jährigen Jubiläum der Reformation. Am 29. September 1725 weihte er den neuen Hauptaltar der Petrikirche, der mit der ganzen Kirche beim Hamburger Brand 1842 vernichtet wurde.
Er war seit 1699 verheiratet mit Maria Elisabeth, geb. von Münnich. Von den Kindern des Paares wurde Adolf Christian (1699–) Advokat in Hamburg.
Seine nachgelassene umfangreiche Bibliothek (der Katalog umfasst 580 Seiten) wurde im Juli 1727 versteigert.

## Werke
- Augusta Ernestorum Gloria / Quam, In Ernestis, Ducibus Brunsvico-Lyneburgicis, Conspicuam, Et In ... Ernesto Augusto, Episcopo Osnabruggensi, Duce Brunsvicensi ac Lyneburgensi ... Eminentissimam, In Illustris Academiae Iuliae Magno Iuleo Anno M.DC.XC. die XXVII. Febr. Oratione publice habita venerabatur Johannes Theodorus Heinson, S. Theol. Stud. Hannoveranus. Helmstedt: Hamm 1690 (Digitalisat)
- De Nominibus Et Essentia Dei Disputatio Philosophica. Helmstedt: Hamm 1690
- De Paradiso Eiusque Amissione Et Custodia. Helmstedt: Hamm 1698 (Digitalisat)
- Schrifft-mässiges Theologisches Bedencken, Uber Eine neue Gebets-Formul: Erbarme dich, Herr, derer, die deiner Erbarmung wehrt seyn... Oldenburg: Adler 1702
- Der Auf den unlichten Tag gefolgete Lichte Abend der Welt, welchen Der grundgütige und barmhertzige Gott nach seiner grossen Barmhertzigkeit Bey der heilsamen und gesegneten Reformation D. Martini Lutheri, wiederum hat mit Macht hervor brechen lassen Und Bey dem zweyten Lutherischen Jubilæo Den 31ten Octobr. Anno 1717 ... Aus Zachariæ XIV. Cap. dem 6. und 7. vers. Seiner Hertz-allerliebsten Petro-Paulinischen Gemeine in Hamburg gezeiget hat Johannes Theodorus Heinson, SS. Th. D. Past. Petro-Paulin. Scholarcha & Societat. Reg. Anglican. Membr. Hamburg: Liebezeit 1718 (Digitalisat)
- Unterthänigste Addresse an ein Hohes Durchlauchtigstes Haupt im H. Römischen Reiche, sambt dem Theologischem Bedencken das Hochbesagte Illustre Person über 15. projectirte , und den 9 Octobris Anno 1721. zu Regensburg bekandt gewordene Puncten, die Kirchen-Vereinigung ... betreffend, gnädigst begehret hat / von Johanne Theodoro Heinson, SS. Theol. D. Past ... der seinem moderaten Bedencken einen Anhang beygefüget hat, nemlich ein Calvinisten-ABC ... daß man sofort nachschlagen ... könne, wie die Herren Reformirten ... mit uns Evangelisch-Lutherischen ... umgegangen seyn. Hamburg: Piscator 1721 (Digitalisat), 2. Auflage 1722 (Digitalisat)
- Der Entlarvte Patriot, Oder: Der aus einen Patrioten In einen Pasquinum Verwandelte Ober-Sachse. [Hamburg] 1724 (Digitalisat)
- Der Altar des Gottes zu Bethel: in hiesigem Petrinischem Gottes-Hause vorgestellet, als an dem heiligen Michaëlis-Fest-Tage Anno 1725. ... ein neuer und sehr kostbahrer Altar oder Communion-Tisch ... eingeweihet wurde, welchen ... dieser Kirche geschencket hat ... Herr Johann Hanker, ... Kauf- und Handels-Herr hieselbst. / Zum Drucke befodert von Johanne Theodoro Heinson, der Heil. Schrifft D., Past. Petrino & Scholarcha ... Hamburg: Piscator 1726 (Digitalisat)